# مصطفى إسماعيل
مصطفى إسماعيل. (17 يونيو 1905 - 26 ديسمبر 1978) قارئ قرآن مصري يُعد من أبرز شيوخ التلاوة في مصر والعالم الإسلامي. أتقن المقامات وقرأ القرآن بأكثر من 19 مقامًا بفروعها وبصوت عذب وأداء قوي، وقد عُرف عنه أنه صاحب نَفَس طويل في القراءة التجويدية. سجَّل بصوته تلاوة القرآن الكريم كاملًا مرتلًا. ترك وراءه 1300 تلاوة لا تزال تبث عبر إذاعات القرآن الكريم. ركّب في تلاوته النغمات والمقامات بشكل استحوذ على إعجاب المستمعين، وكان ينتقل بسلاسة من نغمة إلى أخرى، ويعرف قدراته الصوتية بشكل جيد، وكيف يستخدمها فی الوقت المناسب. استطاع أن يمزج بين علم القراءت وأحكام التلاوة وعلم التفسير وعلم المقامات وكان يستحضر حجة القرآن في صوته ويبثها في أفئدة المستمعين لاستشعار جلال المعنى القرآني. كان أول قارئ يسجل في الإذاعة المصرية دون أن يمتحن فيها واختاره الملك فاروق قارئًا للقصر الملكي وكرَّمه عبدالناصر وأخذه معه السادات في زيارته للقدس.

## مولده ونشأته

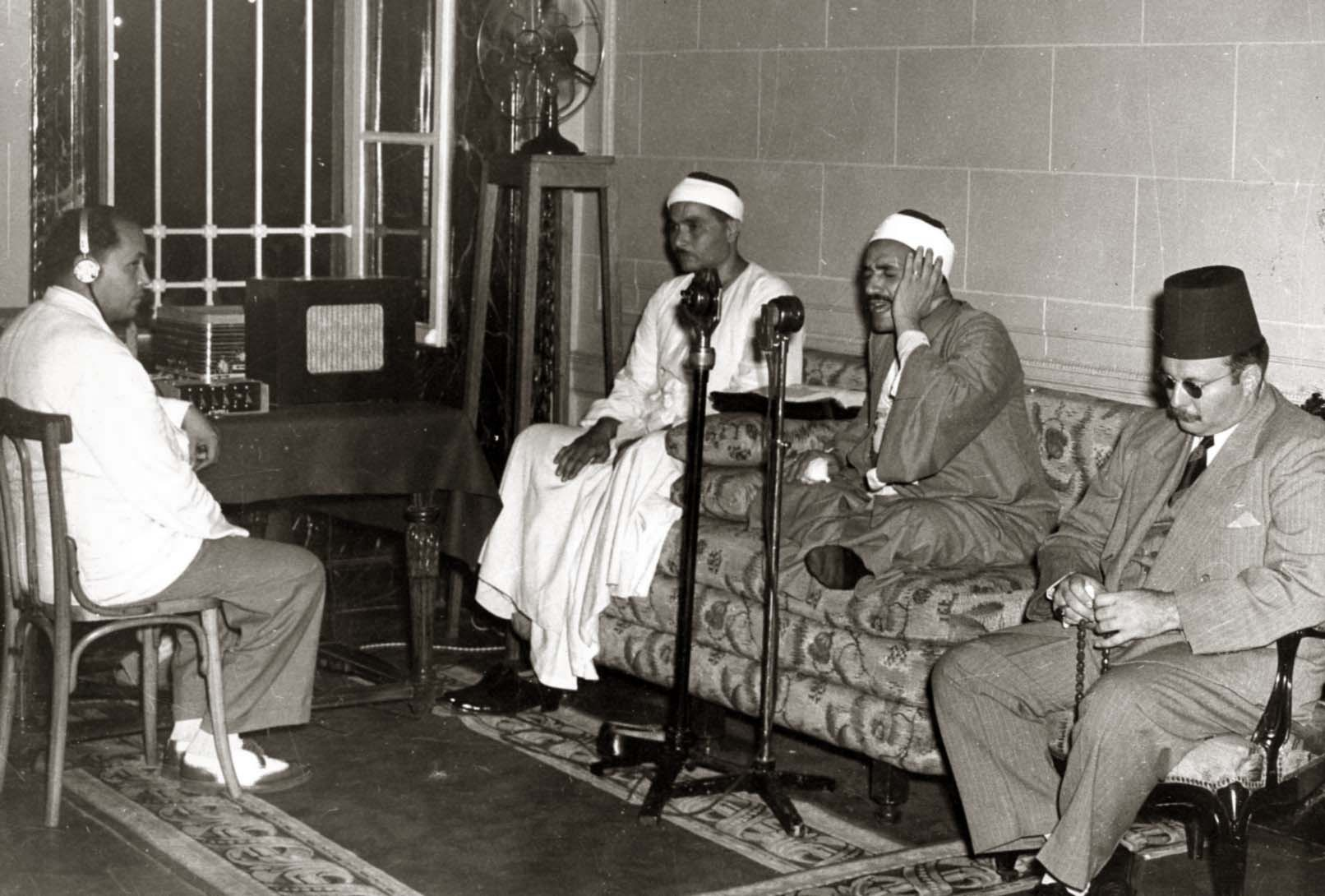
الشيخ مصطفى إسماعيل أثناء إحياء ليالي شهر رمضان مرتدياً جلباب أبيض في حضور الملك فاروق

وُلد الشيخ مصطفى إسماعيل في قرية ميت غزال، مركز السنطة، محافظة الغربية في 17 يونيو 1905 ميلادية (الموافق شهر ربيع الثاني 1323 هـ). حفظ القرآن الكريم ولمَّا يتجاوز الثانية عشرة من العمر في كتّاب القرية، ثم التحق بالمعهد الأحمدي في طنطا ليتم دراسة القراءات وأحكام التلاوة. أتم الشيخ تلاوة وتجويد القرآن الكريم وراجعه ثلاثين مرة على يد الشيخ إدريس فاخر.
في إحدى ليالى شهر رمضان سنة 1917، كان الشيخ إدريس يسهر في منزل الشيخ مصطفى هو وابنه، فقال الشيخ إدريس لابنه إقرأ ربعَا وبعد أن فرغ ابنه من القراءة قال إقرا يا مصطفى سورة (ص) فرد عليه مصطفى إسماعيل «دي طويلة يا سيدنا»، لكنه قرأها وعندما شمل أهل البيت السرور وهنّئ الشيخ إدريس تلميذه الموهوب، وقرر جَد إسماعيل مكافأة الشيخ إدريس. أتم مصطفى إسماعيل تجويد القرآن وتلاواته بالقراءات العشر على يد الشيخ إدريس فاخر وعمره لم يتجاوز 16 عامًا.

## انطلاقته من طنطا
ثم ذهب للإقامة بطنطا ومن هناك سُجّلَت الانطلاقة الحقيقة لموهبته. عندما وصل جثمان السيد حسين بك القصبى من إسطنبول إلى طنطا، وخرجت طنطا كلها تستقبل الجثمان في محطة القطار بالمدينة. يقول الشيخ مصطفى إسماعيل: «خرجت مثل باقي الناس نستقبل الجثمان ويوم العزاء دعاني أحد أقارب السيد القصبي للقراءة بالعزاء وكان عمرى 16 عاما ولبست العمة والجبة والقفطان والكاكولة. وأراد الله أن يسمعني جميع الناس من المديريات وجميع أعيان مصر وذهبت إلى السرادق الضخم المقام لاستقبال الأمير محمد علي الواصي على عرش الملك فاروق وسعد باشا زغلول وعمر باشا طوسون وأعيان مصر وأعضاء الأسرة المالكة في ذلك الوقت. وحضر العزاء أيضا أعيان الإسكندرية وبورسعيد وجميع أعيان القطر المصري...ولم يكن هناك مكبرات صوت فقررت أن أسمع السرادق كله صوتي. وعندما انتهى أول القراء وكان اسمه الشيخ سالم هزاع، رحمة الله عليه، ونزل من على الدكة قفزت على الدكة وجلست وفجأه نادى قارئ قائلاً انزل يا ولد هوه شغل عيال. حتى حضر أحد أقارب السيد القصبي وقال للشيخ حسن هذا قارئ مدعو للقراءة مثلك. وقرأت وأبهرت الحضور بتلاوتي وكذلك انبهر الشيخ حسن صبح.»

## قارئ القصر الملكي

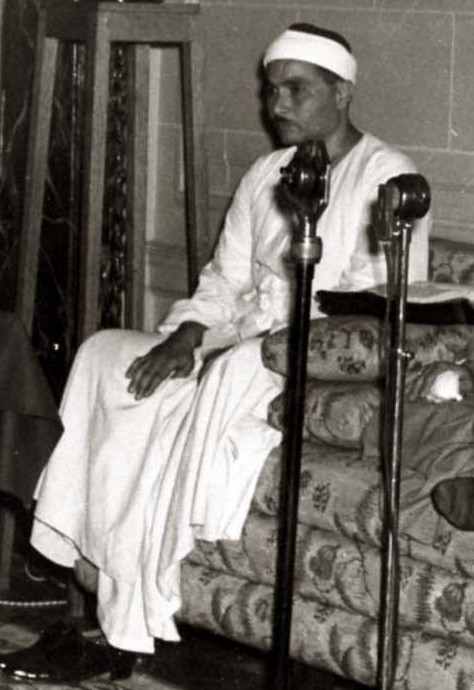

كذلك استمع إليه الشيخ محمد رفعت وكان هو نفسه من المعجبين والمتأثرين بصوت الشيخ محمد رفعت، والشيخ عبد الفتاح الشعشاعي وغيرهما. ذاعت شهرته في أنحاء محافظة الغربية والمحافظات المجاورة لها ونصحه أحد المقربين منه إلى الذهاب إلى القاهرة وبالفعل ذهب إلى هناك والتقى بأحد المشايخ الذي استمع إليه واستحسن قراءته وعذوبة صوته ثم قدّمه في اليوم التالي ليقرأ في احتفال تغيب عنه الشيخ عبد الفتاح الشعشاعي لظرف طارئ وأعجب به الحاضرون. وسمعه الملك فاروق وأعجب بصوته وأمر بتعيينه قارئًا للقصر الملكي على الرغم من أنه لم يكن قد اُعتُمدَ بالإذاعة.
زار الشيخ مصطفى إسماعيل خمسًا وعشرين دولة عربية وإسلامية وقضى ليالي شهر رمضان المعظّم وهو يتلو القرآن الكريم بها، كما سافر إلى جزيرة سيلان، وتركيا وماليزيا، وتنزانيا، وزار أيضا ألمانيا والولايات المتحدة الأمريكية.
زار الشيخ مصطفى إسماعيل مدينة القدس عام 1960، وقرأ القرآن الكريم في المسجد الأقصى في إحدى ليالي الإسراء والمعراج.
كان الرئيس محمد أنور السادات من المحبين لسماع صوت الشيخ مصطفى إسماعيل، حتى إنه كان يقلد طريقته في التلاوة عندما كان السادات مسجونًا. كذلك اختاره ضمن الوفد الرسمي لدى زيارته ل القدس سنة 1977، وهناك قام ثانية بقراءة القرآن الكريم في المسجد الأقصى.

## التكريم
حصل الشيخ مصطفى إسماعيل على وسام الاستحقاق من الرئيس الراحل جمال عبد الناصر، وعلى وسام الأرز من لبنان عام 1958، ووسام الفنون عام 1965، ووسام الامتياز عام 1985 من الرئيس مبارك، و وسام الاستحقاق من سوريا، كما حصل على أعلى وسام من ماليزيا، و وسام الفنون من تنزانيا[بحاجة لمصدر].
وقد تلقى الشيخ إسماعيل الدعوات والطلبات من دول عربية وإسلامية للقراءة فيها، فلبّى تلك الدعوات، وسافر إلى العديد من تلك الدول، وقرأ فيها.

## وفاته
في الساعة التاسعة من صباح يوم الجمعة 22 ديسمبر سنة 1978 م غادر الشيخ مصطفى إسماعيل عزبته في قرية ميت غزال مودعًا ابنته ومتجهًا إلى دمياط للقراءة في افتتاح جامع البحر في حضور الرئيس الراحل محمد أنور السادات.
في دمياط قرأ الشيخ تلاوته الأخيرة وبعدها عاد إلى فيلته بحي رشدي في الإسكندرية وهناك أصيب بانفجار في المخ وتسلل الشلل إلى جسده فتم نقله إلى المستشفى بالإسكندرية وهو في غيبوبة تامة ظل بها عدة أيام إلى أن توفي في صباح يوم الثلاثاء 26 ديسمبر 1978 وأقيمت له جنازة رسمية يوم الخميس 28 ديسمبر 1978 ودُفن في مسجده الملحق بداره في قرية ميت غزال بالسنطة بمحافظة الغربية.

## وصلات خارجية
- مصحف الشيخ من إذاعة طريق الأسلام - ترتيل
- مصحف الشيخ من إذاعة طريق الأسلام - تجويد
- أصوات من السماء - مصطفى إسماعيل